# Салгейруш
Професійний спортивний клуб «Салгейруш» (порт. Sport Comércio e Salgueiros) — португальський футбольний клуб з Параньюша, заснований у 1911 році. Виступає у лізі AFP Divisão de Elite. Домашні матчі приймає на стадіоні «Вієра де Карвальйо», місткістю 15 000 глядачів.

## Досягнення
- Сегунда
  - Чемпіон (2): 1956–57, 1989–90.

## Єврокубки
| Сезон   | Турнір     | Раунд   | Суперник | Вдома | В гостях | Результат      |
| ------- | ---------- | ------- | -------- | ----- | -------- | -------------- |
| 1991–92 | Кубок УЄФА | 1 раунд | Канн     | 1–0   | 0–1      | 1–1 (пен. 2–4) |